# Pehr G. Gyllenhammar
Pehr Gustaf Gyllenhammar, ibland kallad P. G. Gyllenhammar eller bara P. G., född 28 april 1935 i Johannebergs församling, Göteborg, död 21 november 2024 i Toronto, Kanada, var en svensk näringslivsprofil och politiker (folkpartist). Han var verkställande direktör i AB Volvo från 1971 till 1983 och bolagets styrelseordförande från 1983 till 1993. Han var 2004 till 2007 styrelseordförande i Investment AB Kinnevik. 

## Biografi

### Tidiga år
Gyllenhammar föddes i Göteborg som son till verkställande direktören för Skandia Pehr Gyllenhammar Sr. och Aina Kaplan (1903–1995). Via sin mor, som var konsertpianist, hade han judiskt påbrå. Moderns föräldrar var födda i Polen respektive Tyskland.
Han studerade vid Lunds universitet och tog juris kandidatexamen 1959, och blev samma år biträdande jurist vid advokatfirman Mannheimer och Zetterlöf i Göteborg. 1960 arbetade Gyllenhammar på advokatfirman Haight Gardner Poor & Havens i New York.
Under 1960-talet gjorde han därefter karriär i försäkringsbranschen. Det inleddes 1961–1964 på Försäkrings AB Amphion i Göteborg och fortsatte 1965–1970 på försäkringsbolaget Skandia i Stockholm. Där var han biträdande administrativ chef 1965–1966, chef för strategisk planering 1966–1968, vice VD 1968 samt koncernchef och VD 1970. I rollen som VD för Skandia efterträdde han sin far.
Vid sidan av chefsposterna studerade han företagsledning vid Centre d’études industrielles i Genève 1968.

### Åren på Volvo
Gyllenhammar gick 1970 till AB Volvo och blev där verkställande direktör och koncernchef vid bolagsstämman i maj 1971. Han utsågs till styrelseordförande 1983 men kvarstod som koncernchef fram till 15 oktober 1990. Gyllenhammar väckte känslor och debatt genom sina mediala utspel och sitt självrådiga sätt att styra vad som under 1970- och 80-talen var Sveriges största industrikoncern. Hans starka personliga roll möjliggjordes bland annat av att Volvo hade en stor ägarspridning. Gyllenhammar var under flera år framröstad som Sveriges populäraste person.
Ett av Gyllenhammars första beslut som VD för Volvo var att lägga ner den sportiga P1800-serien och i stället profilera Volvo som en tillverkare av säkra familjebilar. Volvo-koncernen var redan vid Gyllenhammars tillträde ett av Sveriges största företag och Gyllenhammar själv försökte genomföra flera stora affärer. Bland dessa fanns såväl framgångar som misslyckade satsningar.
Gyllenhammar lät Volvo överta den statliga bilfabriken i Kalmar, där postbilen "Tjorven" hade tillverkats. Det monotona arbetet vid löpande bandet ersattes med arbetslag som gemensamt byggde hela bilen. En liknande fabrik startades i Uddevalla, i lokaler som tidigare tillhört statliga Svenska Varv. Båda fabrikerna lades ned under Gyllenhammars tid som styrelseordförande, på grund av lönsamhetsproblem. Trots att dessa satsningar inte har fått några egentliga efterföljare har Gyllenhammar fortsatt att betrakta dessa fabrikers inriktning som en riktig satsning.
Under Gyllenhammars tid diversifierades Volvo till livsmedels- och läkemedelsbranscherna, genom förvärv av Procordia och Pharmacia. Att skapa denna typ av konglomerat hade kommit att betraktas som otidsenligt i svenskt näringsliv och innehaven har senare avvecklats. Bland avbrutna satsningar märks ett storskaligt oljesamarbete med norska staten, ett tänkt samgående mellan Volvo och Saab, den kortvariga alliansen med Anders Walls Beijerinvest, samt stödet till Fermenta och Refaat El-Sayed.
Under denna tid förespråkade också Gyllenhammar projektet Scandinavian Link som innebar byggande av broar, tunnlar och motorvägar främst mellan Oslo och Köpenhamn.
När Gyllenhammar efterträdde Anders Wall från Beijerinvest 1983 som styrelseordförande avgick han av naturliga skäl som VD för Volvo, men kvarstod som styrelseordförande fram till 1993. Ny VD för Volvo blev 1983 Håkan Frisinger, som avgick 1987.
Ny VD för Volvo AB blev 1987 Gunnar L. Johansson som innehade posten fram till 1990, varvid han efterträddes av Nordbankens dåvarande VD Christer Zetterberg som i sin tur efterträddes av Sören Gyll 1992.
Gyllenhammars sista tilltänkta affär som styrelseordförande var en sammanslagning av Volvo med den betydligt större, statliga franska fordonstillverkaren Renault. Affären blev så gott som klar men fick avblåsas på grund av ett mycket hårt motstånd bland de anställda och tjugofem av de högsta cheferna, samt även från den nyrekryterade VD:n Sören Gyll. Vid ett styrelsemöte den 2 december 1993, på Kungsträdgårdsgatan 18 i Stockholm, fem dagar före den extra bolagsstämman där planerna varit att Volvo Personvagnar och Renault skulle sammanslås, lämnade Gyllenhammar bolaget. Som en följd av detta sålde Gyllenhammar sina och familjens cirka 10 000 Volvo-aktier dagen därpå. Den 20 december 1993 tillträdde Bert-Olof Svanholm som ny ordförande.

### Övriga uppdrag i urval
Efter att ha lämnat Volvo flyttade Gyllenhammar till London där han under flera år bland annat var styrelseordförande för Aviva, Storbritanniens största försäkringsbolag, och rådgivare till och vice styrelseordförande i familjen Rothschilds investmentbank Rothschild Europe. Han återkom tillfälligt till det svenska näringslivet 2004–2007 för att hjälpa till med Stenbeck-gruppens generationsskifte efter Jan Stenbecks död. Från 2007 var han styrelseordförande och delägare i det svenska vindkraftsföretaget Arise Windpower.
Gyllenhammar var under 1980-talet medlem av Folkpartiets styrelse och lär ha varit påtänkt som partiledare efter Ola Ullsten. Han skrev även flera debattböcker, bland annat Jag tror på Sverige (1973). Han var även medlem av Bilderberggruppen.[källa behövs]
Gyllenhammar blev styrelseordförande Svenska skeppshypotekskassan i Göteborg 1976, styrelseledamot i Sveriges industriförbund 1979, styrelseledamot i SEB 1979–1994 varav vice ordförande 1991–1994. Han blev styrelseledamot i United Technologies Corporation, Hartford, Connecticut 1981, i Kissinger Assoc. Inc. i New York 1982–97, i Pearson plc. i London 1983–97, i Reuters Holdings PLC i London 1984–97, i Philips Electronics NV i Eindhoven 1990–1995, i Régie Nationale des Usines Renault SA i Paris 1990–1993 samt styrelseordförande i Procordia 1990–1992. Gyllenhammar var styrelseledamot i Polygram NV från 1996, blev styrelseordförande Commercial Union PLC 1998 och senior advisor i Lazard Frères & Co LLC i New York 1996.
Gyllenhammar var djupt engagerad i svensk ridsport, han var drivande bakom skapandet av Göteborg Horse Show och Världscupen i hästhoppning. 1986 valdes Gyllenhammar till ordförande för Svenska Ridsportens Centralförbund på den posten kom han att leda sammanslagningen av Svenska Ridsportens Centralförbund, Svenska Lantliga Ryttarföreningars Centralförbund, Ridfrämjandet och Svenska Ponnyföreningen till det samlade Svenska Ridsportförbundet 1993.

### Familj
Den 24 oktober 1959 gifte han sig med Christina Engellau, dotter till Volvos mångårige VD Gunnar Engellau och Margit, född Höckert. De fick barnen Cecilia Gyllenhammar, Charlotte Gyllenhammar, Sophie Gyllenhammar Mattsson och Oscar Gyllenhammar (född 1966). Efter att ha blivit änkling 2008 gifte Gyllenhammar om sig den 20 november 2010 med journalisten Christel Behrmann, där äktenskapet efter två år upplöstes genom skilsmässa. Den 19 april 2013 ingick han sitt tredje och sista äktenskap med Lee Welton Croll (född 1973), brittisk filosofie doktor och konsult i organisationspsykologi. Paret fick i januari 2016 en dotter. De flyttade 2019 till Toronto i Kanada och Gyllenhammar ansökte om att få bli kanadensisk medborgare.
Pehr G. Gyllenhammar tillhörde den adliga släkten Gyllenhammar.

## Uppmärksamhet
Under sin karriär förekom Gyllenhammar ofta i media, såväl i direkta intervjuer och inslag som i skildringar med undertoner i hela skalan från beundran, satir till kritik. År 2017 gjordes en porträttdokumentär för TV i två avsnitt av Anders Palmgren och Kristina Hedberg, senast sänd i SVT/SVT Play i december 2019.

### Utmärkelser
- H.M. Konungens medalj i 12:e storleken med Serafimerordens band 1981
- Riddare av första klassen av Vasaorden 1973[31]
- Kommendör av första klassen Finlands Vita Ros' orden 1986 (Kommendör 1977)
- Kommendör av Norska Sankt Olavs Orden 1984
- Kommendör av Belgiska Leopoldsorden 1989
- Kommendör av Franska Hederslegionen 1987
- Kommendör av Franska Nationalförtjänstorden 1980

- Ledamot av Ingenjörsvetenskapsakademien 1974
- Medicine hedersdoktor vid Göteborgs universitet 1981
- Teknologie hedersdoktor i London 1987 och i Halifax 1988
- Pol. hedersdoktor i Helsingfors 1990
- Jur. hedersdoktor i Vermont 1993[21]
- Ekonomie hedersdoktor vid Handelshögskolan vid Göteborgs universitet 2003[32]
- Årets republikan 2014

## Författarskap (urval)
Gyllenhammar har skrivit flera böcker.
- Mot sekelskiftet på måfå, Stockholm: Robert Larson, 1970.
- Jag tror på Sverige, Askild & Kärnekull, 1973. ISBN 91-7008-337-1
- People at work, Addison-Wesley, 1977. ISBN 0-201-02499-3
- En industripolitik för människan, Studieförbundet Näringsliv och samhälle, 1979. ISBN 91-7150-201-7
- Gyllenhammar, Pehr G.; Palmgren Anders, Petersson Christer (1991). Även med känsla. Stockholm: Bonnier fakta. Libris 7247301. ISBN 9134512063
- Fortsättning följer, Stockholm: Bonnier, 2000. ISBN 91-0-057329-9
- Gyllenhammar, Pehr G.; Palmgren Anders (2014). Oberoende är stark. Stockholm: Bonnier. Libris 14978729. ISBN 9789100140229
- Perspektiv, 2020 (skriven på engelska, svensk översättning Marie Ramm)